# Attenborosaurus
Attenborosaurus es un género representado por una única especie de plesiosaurio que vivió en el Jurásico inferior, en lo que hoy es Gran Bretaña. Fue nombrado en honor al famoso naturalista David Attenborough. Sus restos se encontraron en estratos del Sinemuriano de Charmouth, Dorset, Inglaterra. Lo inusual de este género es que combina un cuello relativamente largo con una cabeza relativamente grande.

## Clasificación

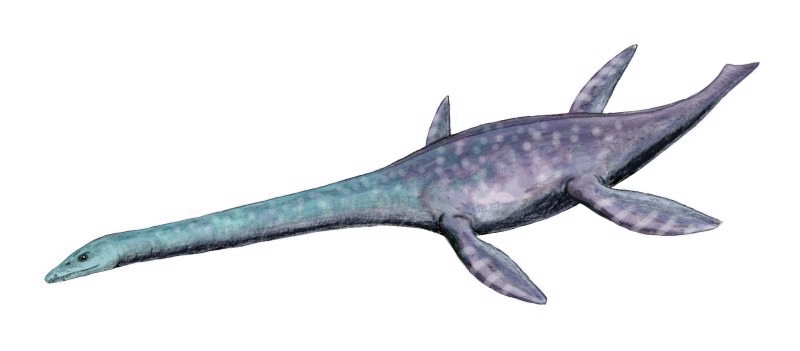
Restauración en vida de A. conybeari.

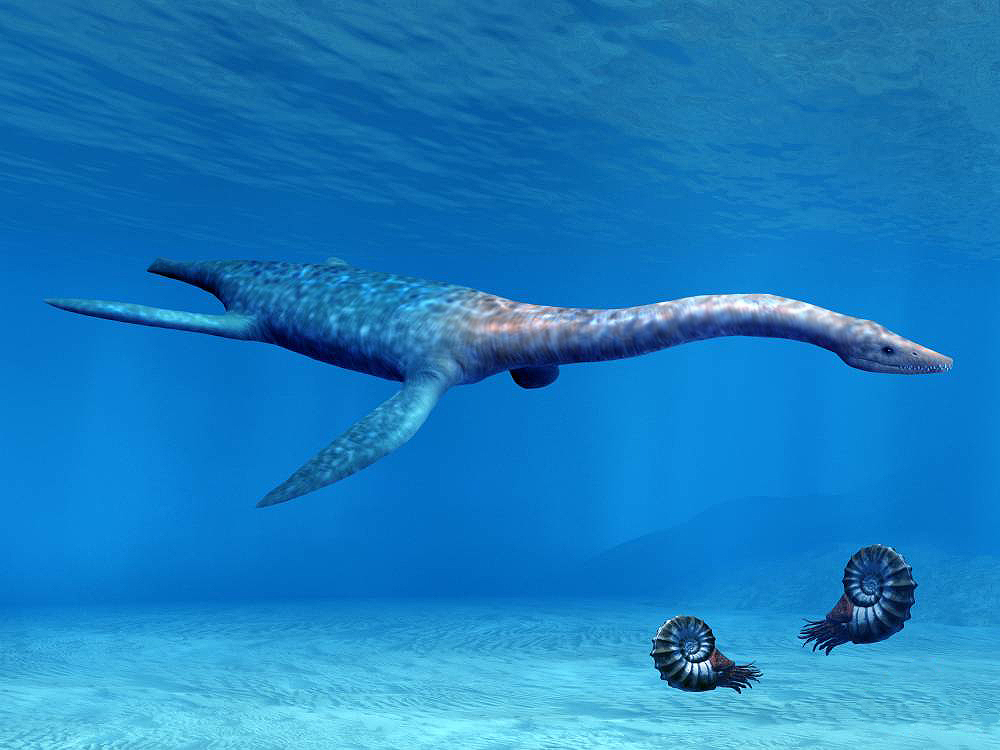
Restauración de A. conybeari junto a dos Asteroceras obtusum.

El siguiente cladograma está basado en los análisis de Benson & Druckenmiller (2014).